# Charles Joseph Jacquot
Pour les articles homonymes, voir Jacquot.
Charles Joseph Jacquot, né le 12 janvier 1865 à Bains-les-Bains et mort le 20 novembre 1930 à Paris (14e arrondissement), est un sculpteur français.

## Biographie
Charles Joseph Jacquot s'oriente vers une carrière artistique. Il est l'élève d'Alexandre Falguière et Jean-Paul Aubé à l'École des beaux-arts de Paris. Récompensé d'une médailles d'honneur à l'Exposition universelle de Paris de 1889, il obtient une commande de la Ville de Nancy pour une statue de Jeanne d'Arc la même année, mais elle ne sera pas installée comme prévu sur l'arc Héré de la place Stanislas et sera déposée au musée de la ville. En lieu et place, Jacquot réalise le Monument à Emmanuel Héré.
Il devient membre de la Société des artistes français en 1890, obtient une bourse de voyage en 1893 puis est récompensé d'une médaille d'argent à l'Exposition universelle de 1900. Au Salon des artistes français de 1905, il est récompensé par une médaille de 1re classe.

## Œuvres dans les collections publiques
États-Unis
- Oberlin, Allen Memorial Art Museum : L'Angélus, 1888, bronze, 82 cm. La réduction de cette œuvre a été éditée en plâtre, faïence, régule, zamac, etc.[5]

France
- Alet-les-Bains, jardin des Thermes : Lion, fonte[6].
- Bruyères : Monument au docteur Villemin, 1894[7].
- Épinal, musée départemental d'Art ancien et contemporain : La Prière aux champs, 1887, statue en plâtre[8].
- Nancy :
  - musée des Beaux-Arts : Jeanne d'Arc avant le combat.
  - place Stanislas, arc Héré : Monument à Emmanuel Héré, 1894, bronze, 2,50 m, statue sur le côté de l'arc Héré[9],[10].
- Nogent-sur-Seine, musée Camille Claudel : Daphnis et Chloé, 1903, groupe en marbre[11].
- Paris :
  - Académie nationale de médecine, bibliothèque : Jean-Antoine Villemin, 1894, buste en plâtre[12].
  - musée Carnavalet : Buste de Jules Cousin, 1904[13].
  - musée du Louvre : Jeune fille en prière, étude pour une statue, 1887, dessin[14].
  - Petit Palais : Ad Patriam, 1893, modèle en plâtre teinté[15].
- Localisation inconnue :
  - Nymphe et Satyre, 1888, groupe en plâtre, médaille de 3e classe au Salon des artistes français de 1888, acquisition de l’État[16]. Ce groupe a été édité  en régule.
  - L'Homme aux loups, Salon de 1897, groupe en plâtre, acquisition de l'État[17].

Œuvres de Charles Joseph Jacquot
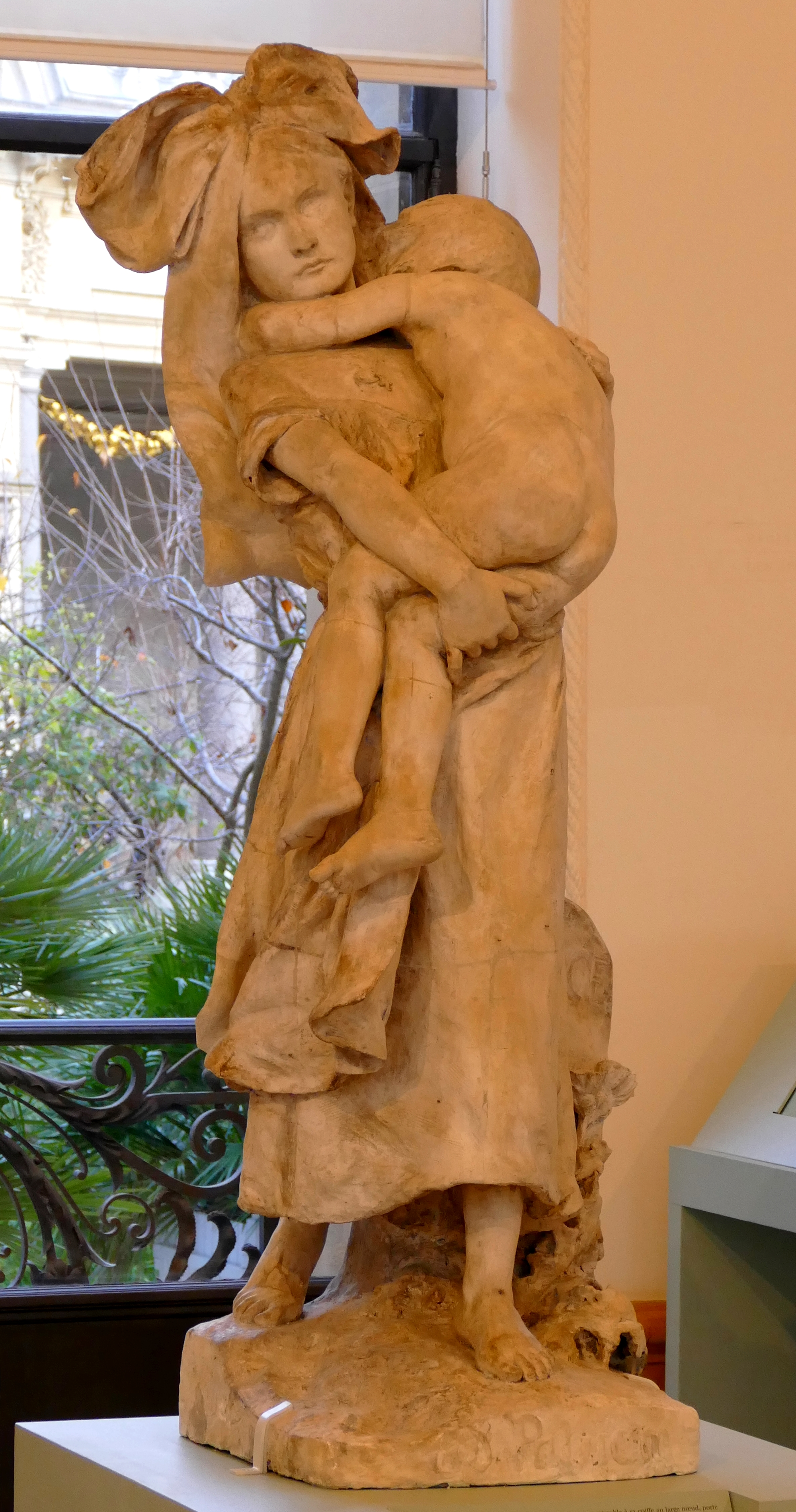
Ad Patriam (1893), plâtre teinté, Paris, Petit Palais.
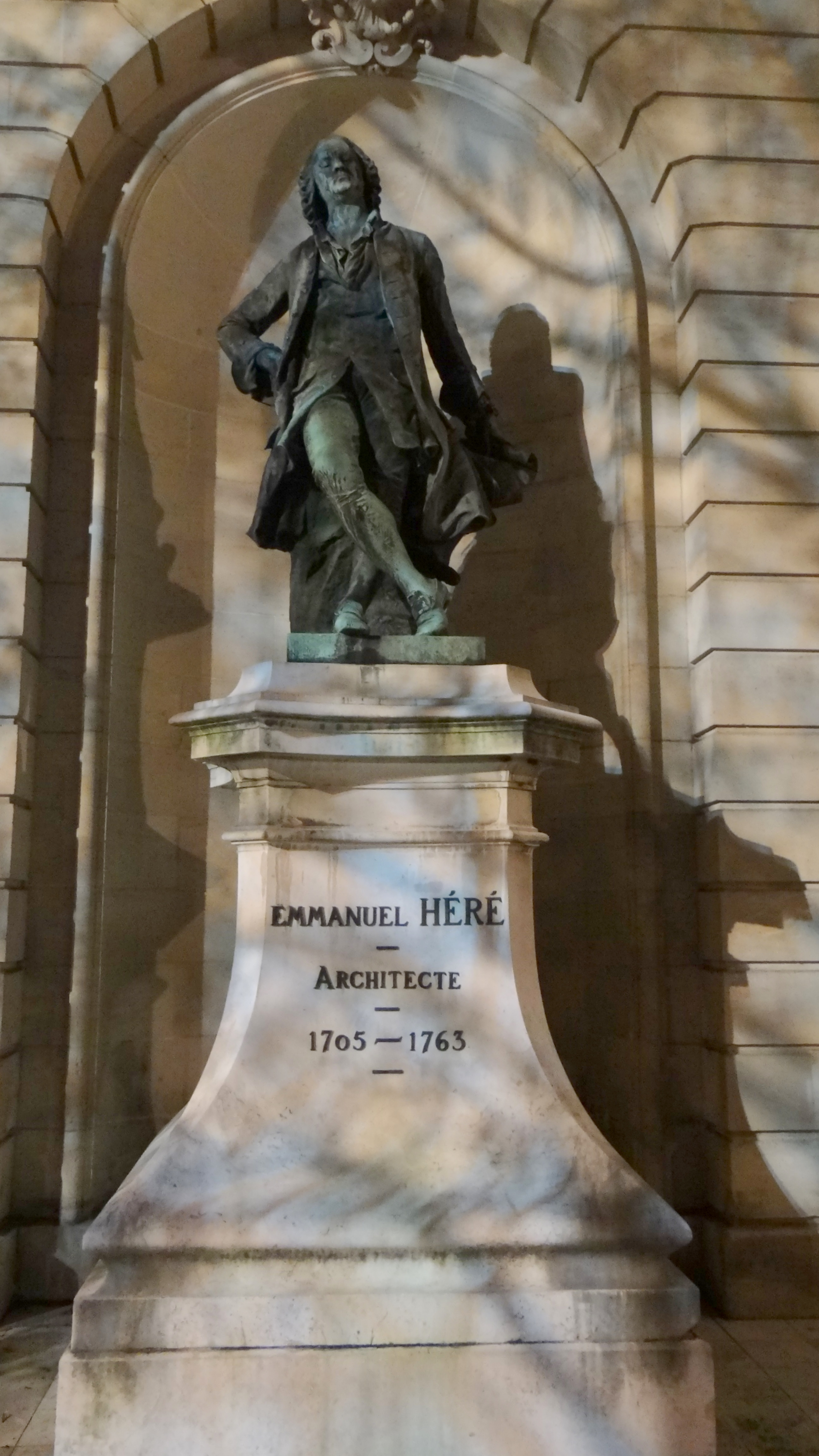
Monument à Emmanuel Héré (1894), Nancy, place Stanislas.
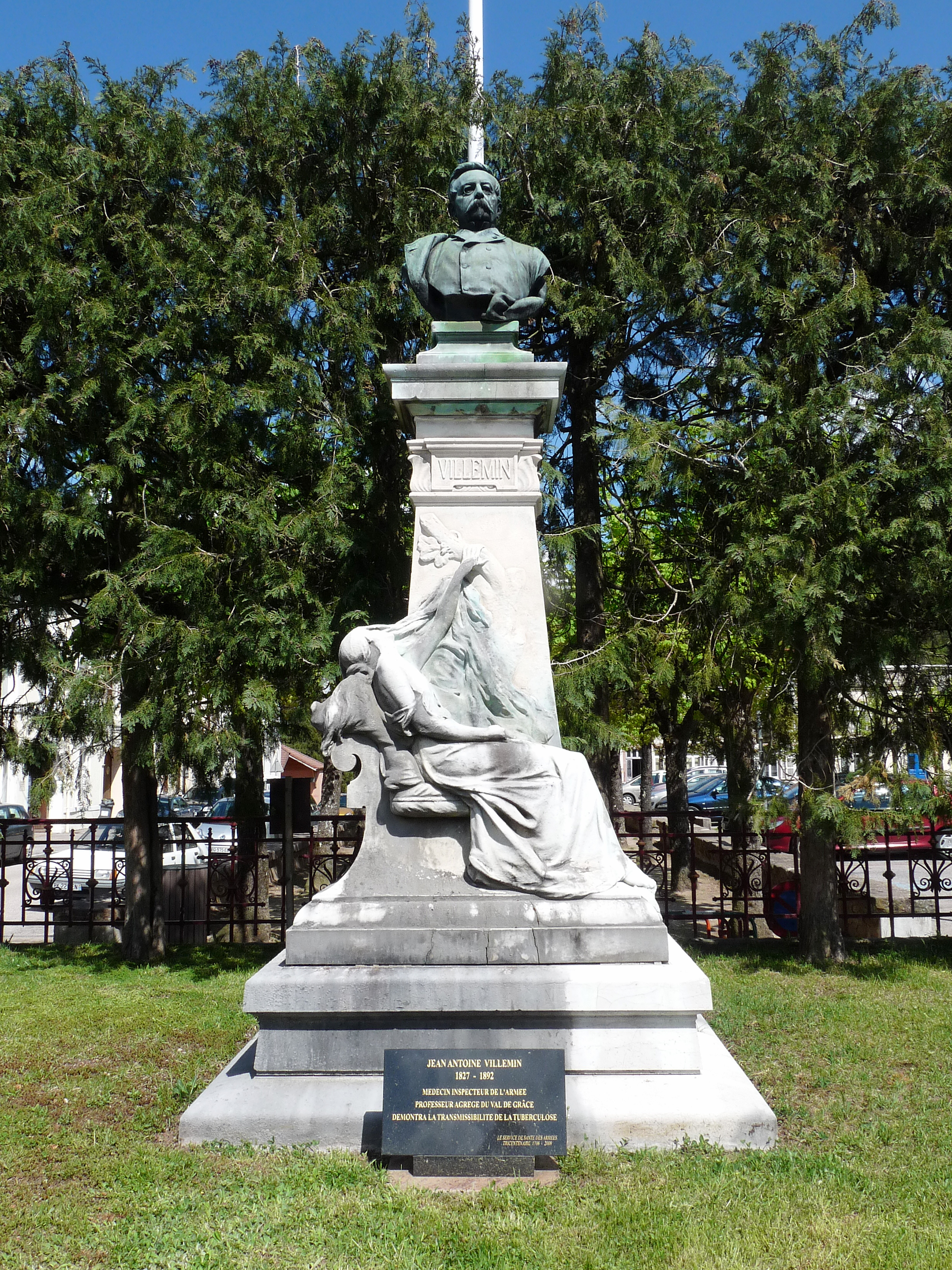
Monument au docteur Villemin (1894), Bruyères.